# Alexandra Ossipowna Smirnowa

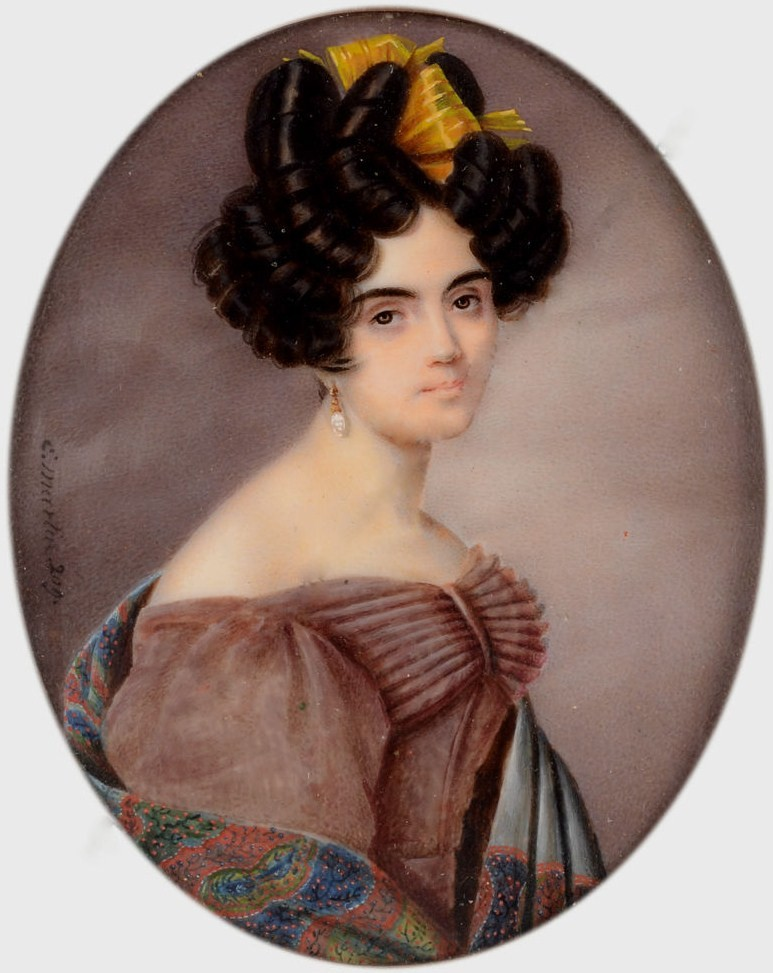
Pierre Edmond Martin:
Alexandra Smirnowa

Alexandra Ossipowna Smirnowa, geborene Rosset (russisch Александра Осиповна Смирнова, wiss. Transliteration Aleksandra Osipovna Smirnova; * 6. März 1809 in Odessa; † 7. Juni 1882 in Paris), war eine mit Puschkin, Schukowski, Gogol und Lermontow befreundete russische Hofdame und Memoirenschreiberin.

## Leben
Alexandra, die Tochter des französischstämmigen Odessaer Hafenkommandanten Ossip Iwanowitsch Rosset und seiner Gattin Nadeschda Iwanowna Rosset, geborene Lorer, verlor den Vater als Fünfjährige während einer Pestepidemie. Die Mutter wiederverheiratete sich bald mit dem General der Artillerie Iwan Arnoldi.
Alexandra besuchte das Sankt Petersburger Katharinen-Institut. Gegen Ende ihrer dortigen Ausbildung verlor das Mädchen auch noch die Mutter, hatte aber Glück im Unglück. Alexandra wurde Hofdame Sophie Dorothee von Württembergs, der Witwe Paul I. Nach deren Tode 1828 wurde Alexandra Hofdame der Kaiserin von Russland. Das attraktive Fräulein profilierte sich mit Geist und scharfer Zunge zu einer der bemerkenswertesten Damen im Umkreis der Kaiserin. Dabei stand sie nicht nur mit Nikolaus I. und dessen Bruder Michael Pawlowitsch auf gutem Fuße, sondern sah sich außerhalb des Hofes in Petersburg um; hielt über den Literarischen Salon ihrer Freundin Sofja Nikolajewna Karamsina Kontakt zu Puschkin und später zu Lermontow. Über einen ihrer ehemaligen Lehrer aus oben erwähntem Katharinen-Institut, den Literaturkritiker Pjotr Alexandrowitsch Pletnjow, kommunizierte sie mit Schukowski und Gogol.
Um die geistreiche Alexandra scharten sich im Salon Wladimir Odojewski, Pjotr Wjasemski und Alexander Iwanowitsch Koschelew. Der Publizist Koschelew verliebte sich in Alexandra. Aus einer Ehe wurde nichts. Auch Alexandra war mittellos und ging am 11. Februar 1832 eine Vernunftehe mit dem wohlhabenden Nikolai Michailowitsch Smirnow (1807–1870), dem späteren Gouverneur von Kaluga und dann von Sankt-Petersburg, ein. Alexandra konnte sich nun ab und zu Auslandsaufenthalte erlauben, die sie in den Jahren 1833–1844 nach Berlin, Karlsbad, Marienbad, Paris, Florenz, Düsseldorf, Baden-Baden, Rom und Nizza führten. Außerhalb Russlands suchte sie die Nähe interessanter Zeitgenossen. Zum Beispiel lernte sie den Diplomaten Nikolai Kisseljow und den Maler Alexander Iwanow kennen. In den Pariser Salons begegnete sie dem Dichter Adam Mickiewicz und der Mystikerin Sofja Petrowna Swetschina.
In Paris verstorben, wurde Alexandra Smirnowa – wie testamentarisch bestimmt – auf dem Alten Friedhof des Moskauer Donskoi-Klosters beerdigt.

## Kinder
- Alexandra (1834–1837)
- Olga (1834–1893)[10]
- Sofja (1836–1884)
- Nadeschda (1840–1899)
- Michail (1847–1892)

## Memoiren (Auswahl)
- 1845: Das Tagebuch – Дневник (russisch)
- 1871: Erinnerungen an Schukowski und Puschkin – Воспоминания о Жуковском и Пушкине (russisch)
- 1877: Erinnerungen an N. W. Gogol – Воспоминания о H. В. Гоголе (russisch)
- 1880: Erinnerungen an die Kindheit und an die Jugendzeit – Воспоминания о детстве и молодости (russisch)
- 1882: Der Baden-Badener Roman – Баденский роман (russisch)

## Alexandra in den Werken der Dichter
Puschkin
- 1830: Sehen Sie sich mal die Kinder an – Полюбуйтесь же вы, дети (russisch)
- September 1831: Aus den Erinnerungen an A. O. Rosset – Из записки к А. О. Россет (russisch)
- 18. März 1832: A. O. Smirnowa ins Album – В альбом А. О. Смирновой (russisch)

Pjotr Wjasemski
- Schwarze Augen – Чёрные очи (russisch)

Lermontow
- An А. О. Smirnowa[11]

## Anmerkung
1. ↑  Sofja Karamsina war eine Tochter Karamsins.